# Dani Daniels
Dani Daniels (née Kira Lee Orsag) est une actrice pornographique américaine née le 23 septembre 1989 à Orange County en Californie.

## Biographie
Dani Daniels entre dans l'industrie pornographique en 2011 et tourne initialement uniquement des scènes lesbiennes, pour Club 59/Elegant Angel, Filly Films, Sweetheart Video et Girlfriends Films. Elle est Pet of the Month du magazine Penthouse en janvier 2012. Elle tourne ses premières scènes hétérosexuelles à l'été 2012 pour le film Dani Daniels: Dare, réalisé par Mason.
Dani Daniels détient la licence de pilote privé d'avion, et est également artiste-peintre, sous le nom de Kira Lee.
Elle reçoit huit nominations pour les AVN Awards 2013, et remporte, avec Sinn Sage, le prix de la meilleure scène de sexe entre deux filles. Elle est surnommée la reine du cunni et se dit fascinée par le corps d'une femme, référence à son très grand nombre de films lesbiens tournés. Malgré sa préférence pour les femmes, elle se définit comme bisexuelle,.
Elle milite pour la reconnaissance des lesbiennes à travers le monde mais paradoxalement, elle épouse un homme, Victor Cipolla, en 2017. Daniels a exprimé son soutien à Bernie Sanders lors des primaires de l'élection présidentielle américaine de 2016 ainsi que son aversion pour Donald Trump.
Elle a des origines tchèques, allemandes et anglaises[réf. nécessaire].

## Filmographie sélective
Le nom du film est suivi du nom de ses partenaires lors des scènes pornographiques.
- 2011 : Seduced By A Real Lesbian 11 avec Victoria Rae Black
- 2011 : Inari Loves Girls avec Inari Vachs
- 2011 : Dani Daniels' The Yoga Instructor avec Brett Rossi, Elle Alexandra, Heather Starlet et Lily Carter
- 2012 : Women Seeking Women 79 avec Zoe Britton
- 2012 : We Live Together.com 23 avec Hayden Hawkens et Rilee Marks
- 2012 : Molly's Life 16 avec Molly Cavalli
- 2012 : Meow! 2 avec Shyla Jennings
- 2012 : Me and My Girlfriend 1 avec Aaliyah Love
- 2012 : Me and My Girlfriend 2 avec Bree Daniels et Georgia Jones
- 2012 : Lesbian Seductions - Older/Younger 39 avec Persia Monir
- 2012 : Lesbian Adventures: Wet Panties Trib 3 avec Sinn Sage
- 2012 : Lesbian Adventures: Strap-On Specialists 4 avec Julia Ann
- 2012 : Lesbian Adventures: Older Women Younger Girls 2 avec Dana DeArmond
- 2012 : Dani Daniels' Fantasy Girls avec Brett Rossi, Jessie Rogers, Kami Li, Karlie Montana, Marie McCray, Melissa Jacobs, Natasha Nice et Vanessa Veracruz
- 2012 : Dani Daniels: Dare avec Manuel Ferrara ; avec James Deen et Mick Blue ; avec Sinn Sage ; avec Karlie Montana et Manuel Ferrara ; avec Erik Everhard
- 2012 : Dani avec Georgia Jones ; avec Holly Michaels ; avec Skin Diamond ; avec Veronica Avluv
- 2013 : We Live Together.com 25 avec Malena Morgan, Nina James et Sammie Rhodes
- 2013 : We Live Together.com 27 avec Emma Mae et Georgia Jones ; avec Ainsley Addison et Celeste Star ; avec Liz Taylor
- 2013 : We Live Together.com 28 avec Malena Morgan
- 2013 : Molly's Life 20 avec Molly Cavalli et Shyla Jennings
- 2013 : Me and My Girlfriend 4 avec Natalia Starr
- 2013 : Me and My Girlfriend 5 avec Bree Daniels
- 2013 : Girls Kissing Girls 13 avec Allie Haze
- 2013 : Dani Loves Girls avec Cherie DeVille, Misty Stone, Natasha Nice et Sovereign Syre
- 2014 : We Live Together.com 31 avec Sammie Rhodes et Spencer Scott
- 2014 : We Live Together.com 32 avec Eliska ; avec Brett Rossi et Emily Addison
- 2014 : We Live Together.com 34 avec Bree Daniels et Elle Alexandra
- 2014 : Lesbian Adventures: Strap-On Specialists 07 avec Lola Foxx
- 2014 : Girls Kissing Girls 16 avec Dana Vespoli
- 2014 : Dani Daniels: Girl Perversions avec Alina Li, Ash Hollywood, Celeste Star, Natalia Starr, Raven Rockette, Skin Diamond et Tiffany Doll
- 2015 : I Like Girls avec Natasha Nice
- 2015 : We Live Together 36 avec Malena Morgan et Shae Snow
- 2015 : Bree Daniels Experience avec Bree Daniels et Georgia Jones
- 2015 : Women Seeking Women 116 avec India Summer
- 2015 : Women Seeking Women 118 avec Ashley Graham
- 2015 : We Live Together 37 avec Zoey Monroe
- 2015 : We Live Together 39 avec Nikki Lavay
- 2015 : We Live Together 41 avec Sophia Knight (scène 1), Valentina Nappi (scène 3), Scarlet Red (scène 5)
- 2015 : We Live Together 42 avec Aidra Fox
- 2016 : Women Seeking Women 125 avec Anikka Albrite
- 2016 : We Live Together 43 avec Riley Reid
- 2016 : Dani Is A Lesbian avec Asa Akira, Trinity St. Clair, Natasha Nice, Skin Diamond, Jayden Jaymes, Capri Cavanni, Heather Starlet et Kendra Lust
- 2016 : Women Seeking Women 131 avec Mindi Mink
- 2016 : Women Seeking Women 132 avec Jelena Jensen
- 2017 : Dani Daniels' Lesbian Chats avec Emily Addison
- 2017 : Girls Only avec Mia Malkova
- 2017 : Hot Art With Dani Daniels avec Heather Starlet
- 2017 : Lick It Good 3 avec Jenna Sativa et Keisha Grey
- 2017 : Sweet Taste of Pussy avec Cherie DeVille
- 2018 : Dani Loves Pussy avec Ainsley Addison, Celeste Star, Karina White, Emma Mae, Georgia Jones, Malena Morgan, Shae Snow et Nikki Lavay
- 2018 : Making Her Drip (II) avec Crystal Clark et Karla Kush

## Récompenses

### Distinctions
- AVN Awards 2015[12] :
  - Meilleure allumeuse (Best Tease Performance) pour Anikka 2 (avec Anikka Albrite et Karlie Montana)
  - Meilleure scène de sexe entre filles (Best All-Girl Group Sex Scene) pour Anikka 2 (avec Anikka Albrite et Karlie Montana)
- AVN Awards 2013 : Meilleure scène de sexe entre deux filles (Best Girl/Girl Sex Scene) pour Dani Daniels: Dare (avec Sinn Sage)[8]

### Nominations
- 2013 : AVN Award Meilleure scène de sexe entre filles de groupe (Best All-Girl Group Sex Scene) pour Tomb Raider XXX: An Exquisite Films Parody (avec Chanel Preston et Gracie Glam)
- 2013 : AVN Award Meilleure scène de sexe homme/femme (Best Boy/Girl Sex Scene) pour Dani Daniels Dare (avec Erik Everhard)
- 2013 : AVN Award Meilleure nouvelle starlette (Best New Starlet)
- 2013 : AVN Award Meilleure scène de masturbation (Best Solo Sex Scene) pour All Natural Glamour Solos 2
- 2013 : AVN Award Meilleure allumeuse (Best Tease Performance) pour Dani Daniels Dare
- 2013 : AVN Award Meilleure scène de sexe entre deux hommes et une femme (Best Three-Way Sex Scene (B/B/G)) pour Dani Daniels Dare (avec Mick Blue et James Deen)
- 2013 : AVN Award Meilleure scène de sexe entre deux femmes et un homme (Best Three-Way Sex Scene (G/G/B)) pour Dani Daniels Dare (avec Karlie Montana et Manuel Ferrara)
- 2013 : XBIZ Award Meilleure nouvelle starlette (Best New Starlet)[13]